# Jaroslav Kvapil

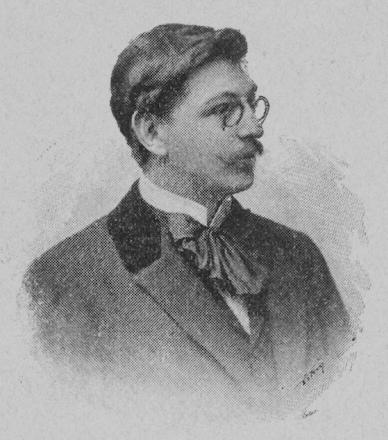
Jaroslav Kvapil (1897)

Jaroslav Kvapil (Chudenice, 25 september 1868 - Praag, 10 januari 1950) was een Tsjechisch dichter, toneelschrijver en librettist. 

## Biografie
Kvapil voltooide zijn middelbare school aan de Realschule in Pilsen, en ging daarna geneeskunde studeren, maar schakelde later over op filologie en rechtsgeleerdheid.  In 1894 trad hij in het huwelijk met de beroemde Tsjechische toneelactrice Hana Kubešová, die bij hem de liefde voor het toneel deed ontwaken. Vanaf 1900 was hij als dramaturg en regisseur verbonden aan het Nationaal Theater te Praag, waar hij onder meer toneelstukken van Tsjechov, Gorki en Ibsen introduceerde in het repertorium. Na de dood van zijn echtgenote werd het rustig rond Jaroslav Kvapil.
Tijdens de Eerste Wereldoorlog sloot hij zich aan bij een groep van kunstenaars die oppositie voerden tegen de Donaumonarchie. Op zijn initiatief werd in 1917 een Manifest van Tsjechische Schrijvers opgesteld, waarin werd aangedrongen op volledige onafhankelijk van Oostenrijk. Na de oorlog was Kvapi korte tijd verbonden aan het Ministerie van de nieuwe staat Tsjecho-Slowakije, maar keerde algauw terug naar het theater. Tussen 1921 en 1928 nam hij de artistieke leiding van het Vinohrady Theater op zich.

## Werk
Jaroslav Kvapil schreef zes toneelstukken, maar geniet vandaag de dag vooral bekendheid als librettist van Dvořáks opera Rusalka.
- Biblioteca Nacional de España: XX5199002
- Bibliothèque nationale de France: cb129656708 (data)
- CiNii: DA08418289
- Gemeinsame Normdatei: 118778293
- International Standard Name Identifier: 0000 0001 0876 8469
- Library of Congress Control Number: n82113175
- Nationale Bibliotheek van Letland: 000113482
- MusicBrainz: 5b5277af-1632-4ab5-b76e-81370350117c
- Nationale Bibliotheek van Tsjechië: jk01071151
- Nationale bibliotheek van Australië: 66170728
- Nationale Bibliotheek van Israël: 987007271722505171
- Nationale en Universitaire bibliotheek Zagreb: 000732552
- Nederlandse Thesaurus van Auteursnamen: 14028690X
- Réseau des bibliothèques de Suisse occidentale: 02-A027690240
- SNAC: w6km1qw1
- Système universitaire de documentation: 059375094
- Trove: 1596671
- Virtual International Authority File: 19810510
- WorldCat: E39PBJmtvx8MHCkRGQhJbF384q